# شانه‌ای-غرابی
شانه‌ای-غرابی (به انگلیسی: Scapulocoracoid) یگانی از کمربند شانه‌ای است که شامل مفصل غرابی و استخوان کتف است. غرابی خود یک استخوان منقارشکل است که معمولاً در اکثر مهره‌داران به استثنای چند مورد یافت می‌شود. کتف معمولاً به عنوان تیغه شانه‌ای شناخته می‌شود. استخوان بازو از طریق شانه به بدن متصل می‌شود و ترقوه نیز از طریق شانه به جناغ سینه متصل می‌شود.
پستانداران ددان بدون شانه‌ای-غرابی هستند.